# La trappola amorosa
La trappola amorosa è un romanzo di Giovanni Arpino, pubblicato postumo nel 1988. Lo scrittore lavorò a quest'opera fino agli ultimi giorni della sua vita.
Secondo Lorenzo Mondo questo romanzo, pieno di vita e quasi di allegria pur se scritto «in gara febbrile con la morte», rinvia, per «il tempo di attesa tra il sorridente e il malinconico» da cui appare scandito, al più celebre libro di Arpino, La suora giovane.

## Trama
La vicenda si svolge nel 1986. Il luogo non viene nominato esplicitamente, ma è facilmente identificabile che si tratta di Torino, come per esempio nell'allusione ai ventisette chilometri di portici nel penultimo capitolo. In un episodio del libro il protagonista incontra un vecchio amico, Tino, nella cui fisionomia si riconosce l'attore Tino Buazzelli.
Giacomo Berzia è un attore sessantenne, ormai privo di grandi ambizioni, che conduce un programma chiamato "Le lettere impossibili", presso una radio privata, "Stazione Radio Gloria". Berzia, che per la sua signorilità è stato soprannominato "sir James", conduce una vita piuttosto solitaria, frequentando soprattutto la sorella vedova Amalia e il giovane professore Ciro Tramontano, che lo aiuta nella stesura dei testi per il programma radiofonico.
La tranquilla routine della vita di Berzia si interrompe poco prima di Natale, quando qualcuno comincia a fargli pervenire, riuscendo a mantenere sempre l'anonimato, pacchi e messaggi che sembrano alludere a un interesse amoroso verso l'attore. La serie comincia con una lettera che contiene un elettrocardiogramma con il messaggio «Come vedi, questo mio cuore è sanissimo. Da oggi è tuo». In seguito arrivano un biglietto da mille lire infilato in una tasca del cappotto di Amalia con la scritta «Soldo fa soldo, cuore fa cuore» e un'insalata di polipo fatta pervenire tramite la portinaia Adele col messaggio «Mitica, simbolica, proteinica, la piovra è tutto». L'ultimo messaggio è scritto su un biglietto intestato a un circolo: Berzia vi si reca con la sorella e Tramontano e anche questi ultimi cominciano a ricevere messaggi anonimi: «Gong. Fuori i secondi», «Chi fa in tre non fa per sé». Berzia comincia a sentirsi incuriosito e persino lusingato dal presunto corteggiamento.
Nello stesso periodo Berzia conosce casualmente una ragazza polacca, Halina, che lavora come tuttofare in un antiquato negozio che vende bastoni da passeggio, gestito dall'anziano Felice Perona, nel quale Berzia entra per curiosità. Halina riesce ad avvicinare Berzia, chiedendogli il suo aiuto perché, sostiene, viene sfruttata da Perona, col quale deve anche sottostare a piccole attenzioni sessuali. Halina racconta a Berzia di provenire da una regione molto povera, e che il suo sogno è di andare in Australia, ma non se lo può permettere. In seguito, però, Halina scompare, dopo avere truffato un amico dentista di Berzia, al quale era stata indirizzata per una cura, e avere derubato lo stesso Perona.
Dopo la visita al negozio di Perona, Berzia riceve un biglietto con due carte incollate, un asso di bastoni e la sua regina. La serie dei messaggi continua con una scritta in gesso su un tavolo della radio dove Berzia lavora: «Amòk. Decifrare». Tramontano riesce faticosamente a ricostruire che si tratta di un riferimento a una sanguinaria divinità della mitologia orientale. La vigilia di Natale, Berzia riceve una grande cassa colorata con una grande quantità di prodotti gastronomici. 
Subito dopo Natale, la misteriosa corteggiatrice decide di svelarsi, inviando a Berzia una fotocopia della propria carta di identità e altre informazioni personali. Si tratta di una dottoressa poco più che quarantenne, Claudia Ottavia Arduino, che propone un incontro. Berzia decide di stare al gioco e così può conoscere la donna. Claudia racconta di essere direttrice di una clinica per anziani, nella quale sente di non avere un futuro: per trovare motivazioni, ha deciso di inventare quello che lei chiama "programma", nel quale Berzia ha il ruolo centrale. Spiega di avere fatto pedinare Berzia da un maresciallo in pensione, che le ha fornito tutte le informazioni necessarie ed è riuscito a far pervenire i messaggi anonimi. Claudia svela che l'ispirazione per il minaccioso messaggio con il nome di Amòk viene da un racconto di Stefan Zweig, e di essere stata lei a far sparire Halina, pagandole il viaggio per l'Australia, poiché aveva intuito in Berzia una nascente infatuazione per la ragazza.
Berzia sente di essere ormai prigioniero della trappola amorosa costruita da Claudia, e accetta di buon grado di entrare nella «nicchia di piume» apprestata per lui, dove potrà forse dimenticare orrori e fastidi e trovare nuove soddisfazioni.

## Edizioni
- Giovanni Arpino, La trappola amorosa, Narrativa Rusconi, Rusconi, 1988,  p. 257, ISBN 88-18-06040-6.